# Leonard Skierski

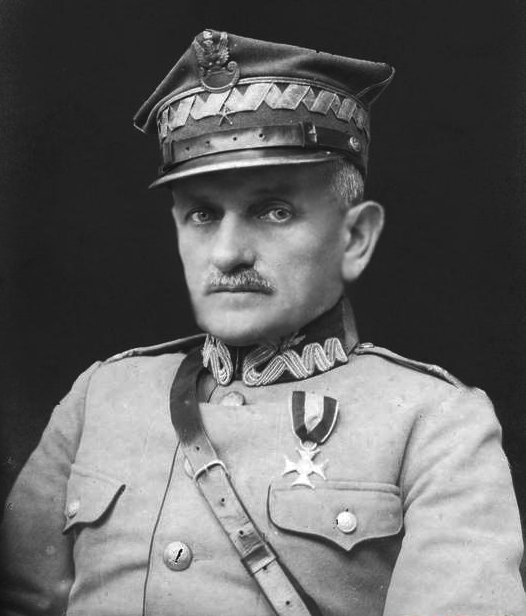
General Leonard Skierski

Leonard Skierski, född den 26 april 1866, död vår 1940, var en polsk officer och general i den ryska armen, liksom i den polska armen. Han deltog i Första världskriget och det Polsk-bolschevikiska kriget och pensionerades 1931. Trots detta arresterades han av ryska militärer 1939 och mördades året därpå av NKVD i Katynmassakern i Charkov.